# Jan Bergman (regissör)
Jan Bergman, född 7 september 1946 i Stockholm, död 8 mars 2000, var en svensk teaterregissör. Han var son till Ingmar och Ellen Bergman och bror till Eva, Mats och Anna Bergman, samt halvbror till Lena, Ingmar Bergman jr, Daniel Bergman, Linn Ullmann och Maria von Rosen.
Bergman var till en början lokförare innan han började gå i faderns fotspår. Han gjorde bland annat uppsättningar på Borås Stadsteater, Angereds Teater, Göteborgs Stadsteater, Riksteatern och Dramaten.
Bergman avled i leukemi och är begravd på Örgryte gamla kyrkogård i Göteborg.

## Filmografi
Regi
- 1992 – Maskeraden (TV-serie)
- 1993 – Hemresa
- 1994 – Där vägarna möts

Roller
- 1968 – Skammen

## Teater

### Regi (ej komplett)
| År                   | Produktion                        | Upphovsmän           | Teater                |
| -------------------- | --------------------------------- | -------------------- | --------------------- |
| 1990                 | Kära Jelena                       | Ludmila Razumovskaja | Dramaten              |
| 1990                 | Carl XII                          | August Strindberg    | Dramaten              |
| 1993–1994, 1994–1995 | Jeppe på berget Jeppe paa Bierget | Ludvig Holberg       | Göteborgs Stadsteater |
| 1994–1995            | Tiden är vårt hem                 | Lars Norén           | Göteborgs Stadsteater |
| 1995–1996            | Kung Lear King Lear               | William Shakespeare  | Göteborgs Stadsteater |